# Chela
Chela is een geslacht van straalvinnige vissen uit de familie van karpers (Cyprinidae).

## Soorten
- Chela cachius (Hamilton, 1822)
- Chela khujairokensis Arunkumar, 2000